# پیتر سانتنلو
پیتر سانتنلو (انگلیسی: Peter Santenello) زاده سال ۱۹۷۷ میلادی، یک خبرنگار و گزارشگر سفر آمریکایی است. وی در ویدیوهای گزارش سفری که در کانال‌های یوتیوب و فیس بوک به اشتراک گذاشته توجه دنبال کنندگان پرشماری را به کشورهایی مانند اوکراین، هند، ایران، پاکستان، عربستان سعودی و ایالات متحده جلب کرده است.